# Nicasio (Kalifornija)
Nicasio je naseljeno područje za statističke svrhe u američkoj saveznoj državi Kalifornija. Prema popisu stanovništva iz 2010. u njemu je živjelo 96 stanovnika.